# 前野定辰
前野 定辰（まえの さだたつ / さだとき）は、江戸時代前期ごろの武将。阿波徳島藩士。辰定流前野家二代目当主で、知行400石の領主。

## 生涯
阿波国名西郡南嶋村の前野兵大夫辰定の嫡男に生まれる。母は兼松摠右衛門某の娘と伝わる。初め前野角左衛門定辰と名乗り、後に通称を孫大夫と改めた。
父の家督を継いで辰定流前野家二代目となり、南嶋村の知行400石を継承した。正室には日比野與兵衛某の娘が迎えられ、一男一女をもうけた。また、日比野氏といえば美濃国の有力武士で、関白豊臣秀次の側室於和子の前の父である日比野清実の一族とみられる。また、父の辰定は秀次宿老の前野長康の甥にあたる。
寛永20年（1644年）3月3日、淡路国三原郡内に移り、父は由良浦屋敷に隠居となった。剃物を賜ったという。
寛文元年（1661年）11月18日、病死した。

## 氏族
前野氏は、良岑朝臣の末裔である尾張国二宮大縣神社大宮司家の立木田家から派生する。苗字は、良岑高成（立木田高成）が上総広常の娘を賜り、二人の子である高長が、母親の生地（常陸国筑波郡前野）の地名にちなんでその地を前野村（尾張国丹羽郡前野村（現在の愛知県江南市前野町〜大口町辺り））と称し、自らも前野を名乗ったことに由来する。四代目時綱の代から正式に前野を名乗るようになった。辰定流前野家は血統上は藤原北家利仁流富樫氏族坪内氏の系統にあたる。富樫氏は加賀国の守護大名であり、坪内家は加賀から尾張へ移住した富樫家の分家にあたる。また、この系統上の前野重純は出羽国秋田郡前野の地から私的に前野の名を称している。辰定流前野家は丸に洲浜紋を使用した。

## 系譜
- 祖父：前野右近大夫澄定
- 父：前野兵大夫辰定
- 母：兼松摠右衛門某娘
- 室：日比野與兵衛某娘
  - 男子：前野角兵衛且辰
  - 女子：角田小助某室